# Campionati europei di 470 2005
I Campionati europei di 470 2005 si sono svolti a Gdynia, in Polonia, dal 5 al 14 giugno 2005.

## Podi
| Evento        | Oro                                        | Argento                             | Bronzo                                              |
| 470 Open      | Regno Unito Nick Rogers Jonathan Glanfield | Israele Gideon Kliger Udi Gal       | Paesi Bassi Sven Coster Kalle Coster                |
| 470 Femminile | Francia Ingrid Petitjean Nadège Douroux    | Israele Nike Kornecki Vered Buskila | Svezia Therese Torgersson Vendela Zachrisson-Santén |

## Medagliere
| Posiz. | Nazione     | Oro | Argento | Bronzo | Totale |
| ------ | ----------- | --- | ------- | ------ | ------ |
| 1      | Francia     | 1   | 0       | 0      | 1      |
| 1      | Regno Unito | 1   | 0       | 0      | 1      |
| 3      | Israele     | 0   | 2       | 0      | 2      |
| 4      | Svezia      | 0   | 0       | 1      | 1      |
| 4      | Paesi Bassi | 0   | 0       | 1      | 1      |
| Totale | Totale      | 2   | 2       | 2      | 6      |